# Ensemble paroissial du Christ Roi
L'Ensemble Paroissial du Christ Roi, aussi appelé ensemble paroissial de la Sainte-Colline, regroupe trois des 62 paroisses du Diocèse de Toulouse.

## Territoire
L'ensemble paroissial du Christ-Roi regroupe les paroisses de Montaudran (église Saint-Étienne de Montaudran), de Sainte-Thérèse et du Christ-Roi.

## Organisation

### Siège
Le siège de la paroisse se situe au 26 rue de l'Aude, au cœur du quartier La Terrasse, à Toulouse.

### Lieux de culte
| Commune  | Quartier    | Édifice                                 |
| -------- | ----------- | --------------------------------------- |
| Toulouse | Montaudran  | Église Saint-Étienne de Montaudran      |
| Toulouse | Côte Pavée  | Église Sainte-Thérèse de l'Enfant-Jésus |
| Toulouse | La Terrasse | Église du Christ-Roi                    |

### Liste des curés et vicaires de la paroisse du Christ-Roi
| Date                            | Curé                | Vicaire(s)                                                                                     |
| ------------------------------- | ------------------- | ---------------------------------------------------------------------------------------------- |
| 1966 - 1968                     | Michel de Giacomoni |                                                                                                |
| 1968 - 1976                     | Maurice Barbaste    |                                                                                                |
| 1976 - septembre 2000           | Pierre Loze         | Jean Lambert                                                                                   |
| septembre 2000 - décembre 2002  | Bernard Probst      |                                                                                                |
| septembre 2003 - septembre 2009 | Jean-Jacques Rouchi | Thomas Lokomé                                                                                  |
| septembre 2009 - septembre 2015 | Lizier de Bardies   | Grégoire Maloba                                                                                |
| septembre 2015 - septembre 2023 | Hervé du Plessis    | - Grégoire Zobler (2016-2019) - Josselin Prévost (2020-2021) - Jean Arfeux (2022-2023)         |
| Depuis septembre 2023           | Stéphane Ayouaz     | - Joseph Matoumpa (depuis 2023) - Charles Rochas (depuis 2024) - Irénée Romanoff (depuis 2025) |